# Баранов, Сергей Иванович
Серге́й Ива́нович Бара́нов (20 апреля 1913 — 16 августа 1975) — участник Великой Отечественной войны, полный кавалер ордена Славы, сапёр-разведчик 665-го отдельного сапёрного батальона 385-й стрелковой дивизии 10-й армии Западного фронта.

## Биография
Родился 20 апреля 1913 года в деревне Манылово (ныне Кинешемский район, Ивановской области) в семье крестьянина. Русский. Окончил начальную школу. С 15 лет начал трудовую деятельность, был разнорабочим в леспромхозе «Волголес». С 1931 года жил в городе Кинешме. Работал штукатуром на Красноволжском хлопчатобумажном комбинате.
В марте 1942 года был призван в Красную армию. Стал сапёром. Воевал на Западном фронте.
Кандидат в члены ВКП(б) с октября 1943 года, член ВКП(б) с 1944 года.
Особо отличился в боях за освобождение Белоруссии.
В ночь на 21 ноября 1943 года в районе села Высокое Чаусский район Могилёвской области сапёр-разведчик взвода инженерной разведки 665-го отдельного сапёрного батальона 385-й стрелковой дивизии красноармеец Баранов и его командир отделения старшина Большов добровольно вызвались проделать проход в проволочном заграждении противника для разведгруппы 1270-го стрелкового полка. Действуя смело и решительно, Баранов и Большов бесшумно перерезали проволоку в четыре ряда и прощупали местность до траншей неприятеля на наличие мин. Проход для разведчиков был открыт вовремя, успех разведки был обеспечен. Захвачен один пленный и один немецкий солдат убит, операция прошла без потерь с советской стороны.
Приказом по 385-й стрелковой дивизии от 25 ноября 1943 года рядовой Баранов Сергей Иванович награждён орденом Славы 3-й степени (№ 1166).
В ночь на 28 ноября 1943 года Баранов вместе с сапёром Попковым у села Глушец Чаусского района Могилёвской области (ныне Ново-Егоровка) действуя смело и решительно к установленному времени проделал проход в проволочном заграждении противника. Чем обеспечил успех прорыва переднего края обороны противника частями дивизии.
Приказом по 10-й армии от 10 декабря 1943 года награждён орденом Славы 2-й степени (№ 37). Баранов Сергей Иванович стал одним из трёх первых кавалеров ордена Славы второй степени в Красной армии.
Вечером 24 декабря 1943 года с группой сапёров ночью скрытно переправился через реку Проня в районе деревни Прилеповка (9 км северо-восточнее г. Чаусы, Могилёвской области), преодолев по пластунски нейтральную зону достиг проволочного заграждения противника. Систематический пулемётно-автоматный огонь простреливающий фасы проволочного препятствия, непрерывное освещение осветительными ракетами местности перед передним краем обороны противника заставило сапёров действовать быстро и энергично. Точно в установленный командованием срок проход в проволочном заграждении был обеспечен, но перед следующей линией вражеских траншей проходил второй ряд проволочных заграждений, обеспечение проходов в ней было возможно только совместно с атакующей пехотой. В 6 часов утра 25 декабря 1943 года части 385-й стрелковой дивизии пошли в атаку, красноармеец Баранов шёл вместе с пехотой действуя смело и решительно автоматом и гранатами одним из первых ворвался в первую линию траншей противника и броском преодолел расстояние до второй линии заграждения в которой после подхода атакующей советской пехоты обеспечил проход. Пропустив через данный проход пехоту Баранов вместе с ней пошёл в атаку. Храбрость и отвага проявленная Барановым обеспечили успех прорыва переднего края обороны противника в полосе наступления 385-й стрелковой дивизии. Был ранен осколком мины, пришёл в себя уже в медсанбате.
Указом Президиума Верховного Совета СССР от 24 марта 1945 года за мужество, отвагу и бесстрашие, проявленные в боях с гитлеровскими захватчиками рядовой Баранов Сергей Иванович награждён орденом Славы 1-й степени (№ 1294). Стал полным кавалером ордена Славы.
28 декабря 1943 года С. И. Баранов был представлен к ордену Славы 1-й степени, но награждён этим орденом был только 24 марта 1945 года первые официальные кавалеры ордена Славы 1-й степени Шевченко К. К., Питенин М. Т. были представлены к орденам Славы 1-й степени гораздо позже в марте 1944 года. Таким образом, Баранов С. И. — является полным кавалером ордена Славы, заслужившим все три степени ордена Славы в 1943 году за боевые отличия, совершённые им в течение чуть более месяца, через полтора месяца после учреждения этого ордена. На момент представления его к ордену Славы 1-й степени, как отмечено в его наградном листе, ему ещё не успели вручить ордена Славы 2-й и 3-й степени, которыми он был награждён ранее.
После Победы остался служить в армии.
В 1946 году младший сержант Баранов был демобилизован.
В 1950 году был зачислен на сверхсрочную службу на должность старшины роты.
В 1952 году старшина С. И. Баранов демобилизовался из рядов Советской Армии.
Вернулся в Кинешму. Работал на Красноволжском хлопчатобумажном комбинате бригадиром штукатуров. Принимал активное участие в военно-патриотической работе.
Скончался 16 августа 1975 года. Похоронен на кладбище «Сокольники» города Кинешмы.

## Награды
- Орден Славы 1-й степени (24.03.1945)
- Орден Славы 2-й степени (10.12.1943)[4]
- Орден Славы 3-й степени (25.11.1943)[5]
  - Юбилейная медаль «За доблестный труд. В ознаменование 100-летия со дня рождения Владимира Ильича Ленина»
  - Медаль «За победу над Германией в Великой Отечественной войне 1941—1945 гг.»
  - Юбилейная медаль «Двадцать лет Победы в Великой Отечественной войне 1941—1945 гг.»
  - Юбилейная медаль «Тридцать лет Победы в Великой Отечественной войне 1941—1945 гг.»
  - Медаль «Ветеран труда»
  - Юбилейная медаль «50 лет Вооружённых Сил СССР»

## Память
В Кинешме, в сквере у здания ДК Красноволжского текстильного комбината (микрорайон «Томна») Баранову установлен бюст.